# Делтон (тауншип, Миннесота)
Делтон (англ. Delton) — тауншип в округе Коттонвуд, Миннесота, США. На 2000 год его население составило 146 человек.

## География
По данным Бюро переписи населения США площадь тауншипа составляет 92,6 км², из которых 92,5 км² занимает суша, a вода составляет 0,03 %.

## Демография
По данным переписи населения 2000 года здесь находились 146 человек, 55 домохозяйств и 44 семьи. Плотность населения —  1,6 чел./км². На территории тауншипа расположено 58 построек со средней плотностью 0,6 построек на один квадратный километр. Расовый состав населения: 96,58 % белых, 0,68 % афроамериканцев, 0,68 % азиатов и 2,05 % приходится на две или более других рас. Испанцы или латиноамериканцы любой расы составляли 0,68 % от популяции тауншипа.
Из 55 домохозяйств в 34,5 % воспитывались дети до 18 лет, в 72,7 % проживали супружеские пары, в 3,6 % проживали незамужние женщины и в 18,2 % домохозяйств проживали несемейные люди. 16,4 % домохозяйств состояли из одного человека, при том 7,3 % из — одиноких пожилых людей старше 65 лет. Средний размер домохозяйства — 2,65, а семьи — 2,93 человека.
24,7 % населения — младше 18 лет, 7,5 % — в возрасте от 18 до 24 лет, 30,1 % — от 25 до 44, 22,6 % — от 45 до 64, и 15,1 % — старше 65 лет. Средний возраст — 38 лет. На каждые 100 женщин приходилось 105,6 мужчин. На каждые 100 женщин старше 18 приходилось 115,7 мужчин.
Средний годовой доход домохозяйства составлял 41 563 доллара, а средний годовой доход семьи —  43 000 долларов. Средний доход мужчин —  28 125  долларов, в то время как у женщин — 18 125. Доход на душу населения составил 20 666 долларов. За чертой бедности находились 15,2 % семей и 12,8 % всего населения тауншипа, из которых 23,1 % младше 18 и 8,3 % старше 65 лет.